# Goseburg-Zeltberg
Goseburg-Zeltberg ist ein Stadtteil im Norden von Lüneburg und grenzt an die Gemeinde Bardowick. Abgegrenzt im Norden durch die Ostumgehung, im Osten durch die Ilmenau, reicht er im Süden bis an die Altstadt.

## Geschichte
Der Name Goseburg geht auf einen Zollturm aus dem Mittelalter zurück, ähnlich der Hasenburg im Süden der Stadt.
Der Lüneburger Zeltberg trägt seit der Bronzezeit eine ganze Reihe vor- und frühgeschichtlicher Bestattungsplätze, die im Gebiet der heutigen Stadt Lüneburg von den ansässigen Menschen angelegt wurden. Aus  der Zeit um 1900 v. Chr. stammt ein sogenanntes „Aunjetitzer Randleistenbeil“. Es ist eines der ältesten Funde und damit ein archäologisches Zeugnis einer sesshaften Bauernkultur. Erwähnenswert sind auch die dort entdeckten langobardischen Urnengräberfelder.
Der Stadtteil ist eines der alten Industriegebiete aus der Jahrhundertwende mit der Portland-Zementfabrik, dem Eisenwerk und dem Schlachthof. Nach langem Leerstand der Gebäude ist als Letztes das Gelände der Keulahütte neu bebaut worden. Der alte Schlachthof wich schon lange vorher dem Bau der Bezirksregierung.

## Wirtschaft und Infrastruktur
Die Hamburger Straße mit ihrer Anbindung an die BAB 39 ist eine der Hauptverkehrsstraßen der Stadt Richtung Norden.
Heute wird der Stadtteil im Norden vor allem traditionell durch Industriebetriebe wie das frühere Johnson-Controls-Werk (mittlerweile Teil der Yanfeng Automotive Interiors) geprägt, während im Süden Verwaltungen und Behörden, wie Finanzamt und Polizei sitzen.
Im Herzen um den Zeltberg liegen die alten Arbeiter- und Werkssiedlungen.
Goseburg liegt nahe der Bahnstrecke Lehrte–Hamburg-Harburg. Zeltberg liegt an der Lüneburger Industrie- und Hafenbahn.